# Hoogovenstoernooi 1971
Het Hoogovenstoernooi 1971 was een schaaktoernooi dat plaatsvond in het Nederlandse Wijk aan Zee. Het werd gewonnen door Viktor Kortsjnoj.

## Eindstand
| Nr.    | Speler             | Punten |
| ------ | ------------------ | ------ |
| Goud   | Viktor Kortsjnoj   | 10     |
| Zilver | Tigran Petrosjan   | 9½     |
| Zilver | Borislav Ivkov     | 9½     |
| Zilver | Fridrik Olafsson   | 9½     |
| Zilver | Svetozar Gligorić  | 9½     |
| 6      | Henrique Mecking   | 8½     |
| 6      | Vlastimil Hort     | 8½     |
| 6      | Ulf Andersson      | 8½     |
| 6      | Robert Hübner      | 8½     |
| 10     | Kick Langeweg      | 7      |
| 11     | Johannes Donner    | 6½     |
| 11     | Levente Lengyel    | 6½     |
| 11     | Hans Ree           | 6½     |
| 14     | Miguel Najdorf     | 5      |
| 15     | Frans Kuijpers     | 4½     |
| 16     | Carel van den Berg | 2      |